# 加藤泰貫
加藤 泰貫（かとう やすつら）は、江戸時代中期の大名。伊予国新谷藩3代藩主。

## 略歴
2代藩主・加藤泰觚の長男として誕生。享保元年（1716年）10月12日、父の隠居により跡を継ぐ。駿府加番となった。享保12年（1727年）6月3日、従弟で養嗣子の泰広に家督を譲って隠居し、享保13年（1728年）9月21日に53歳で死去した。